# Szülői felügyeleti jog
A szülői felügyeleti jog a kiskorú gyermek gondozásának, nevelésének, vagyona kezelésének, valamint törvényes képviseletének jogát és kötelességét, továbbá a gyámnevezésnek és a gyámságból való kizárásnak jogát foglalja magában. A szülői felügyeleti jogot a gyermek érdekeinek megfelelően kell gyakorolni.
Ezzel ellentétes megállapodásuk hiányában a szülői felügyeletet a szülők együttesen gyakorolják (még akkor is, ha már nem élnek együtt).
Szülői felügyeleti jog rendezése iránti perben a bíróság a szülői felügyeleti jogok gyakorlását többféle módon meghatározhatja a felek kérelmének megfelelően:
- egyik szülőt jogosítja fel a kizárólagosan
- megosztja a jogokat, pl. a különélő szülő jogosult a gyermek vagyonának kezelésére
- a szülők továbbra is együttesen gyakorolják ezeket a jogokat (2022. január 1-et követően indult perekben nem szükséges ehhez egyezség, a bíróság egyik fél kérelmére is megítélheti)

Fontos megjegyezni, hogy a gyermek sorsát érintő lényeges kérdésekben közösen gyakorolják jogaikat akkor is, ha a szülői felügyeletet a szülők megállapodása vagy a bíróság döntése alapján az egyik szülő gyakorolja, kivéve, ha a gyermekétől különélő szülő felügyeleti jogát a bíróság e tekintetben korlátozta vagy megvonta. A gyermek sorsát érintő lényeges kérdésnek tekintendő a kiskorú gyermek nevének meghatározása és megváltoztatása, a szülőjével azonos lakóhelyén kívüli tartózkodási helyének, huzamos időtartamú vagy letelepedés céljából történő külföldi tartózkodási helyének kijelölése, állampolgárságának megváltoztatása és iskolájának, életpályájának megválasztása.
Ha a különélő szülők ezekben a közösen gyakorolt felügyeleti jogosítványok tekintetében nem tudnak megegyezni, a gyámhatóság döntését kérhetik.
A szülői felügyeletet gyakorló szülő a gyermek kiadását követelheti attól, aki a gyermeket jogtalanul tartja magánál.
Amennyiben a bíróság az egyik szülőt jogosította fel a szülői felügyeleti jogok kizárólagos gyakorlására, akkor a másik a szülő a szülői felügyeleti jogát nem gyakorolhatja (leszámítva a fentebb, a gyermek sorsát érintő lényeges kérdéseket). Ez nem azonos a szülői felügyeleti jog szünetelésével, mivel a szülői felügyeleti gyakorló szülő halála esetén a felügyelet automatikusan a túlélő szülőt illeti meg, feltéve, hogy nem áll a szülői felügyelet megszüntetését kimondó ítélet hatálya alatt.   

## A szülői felügyelet megszűnése
- A szülői felügyelet legkésőbb a gyermek 18. életévének elérésekor megszűnik, hiszen ez a jog csak a kiskorú gyermekek tekintetében érvényesülhet.
- Ha a kiskorú házasságot köt, és ezzel nagykorúságot szerez, a szülői felügyeletet ugyancsak megszűntnek kell tekinteni.
- Megszűnik a szülői felügyeleti jog az örökbefogadással is, amennyiben arra korábban nem került sor.

Ezzel szemben az örökbefogadással nem szűnik meg annak a házastársnak a szülői felügyeleti joga, akinek a gyermekét a házastársa fogadja örökbe. Az egyéb, természetes megszűnési eseteken (így például a gyermek vagy a szülő halálán) kívül a szülői felügyelet joga szünetelhet, illetve a bíróság  meg is szüntetheti.

## A szülő felügyeleti joga szünetelése
A szülő felügyeleti joga szünetel:
- ha a szülő cselekvőképtelen, vagy cselekvőképességében a szülői felügyeleti jogok gyakorlása tekintetében részlegesen korlátozott;
- ha a kiskorú szülő korlátozottan cselekvőképes, kivéve a 16. évét betöltött kiskorú szülőt, akinek a gondozási, nevelési joga és kötelezettsége is fennáll;
- ha a szülő ismeretlen helyen távol van, vagy ténylegesen akadályozva van a szülői felügyelet ellátásában;
- ha a bíróság a gyermeket harmadik személynél helyezte el;
- ha a szülő hathetes életkoránál fiatalabb gyermeke örökbefogadásához járult hozzá;
- ha a gyermeket a gyámhivatal nevelésbe vette, és a szülő szülői felügyeleti joga nem szűnt meg, vagy azt a bíróság nem szüntette meg;
- ha a gyámhivatal a gyermek családba fogadásához hozzájárult;
- ha a szülővel szemben a bíróság a gyermek, vagy a vele közös háztartásban élő hozzátartozója sérelmére elkövetett cselekmény miatt távoltartó határozat hatálya alatt áll;

## A szülői felügyelet bíróság általi megszüntetése
A szülői felügyeletet a bíróság megszünteti:
- ha bizonyítottnak találja, hogy a szülő felróható magatartásával a gyermeke javát (például testi jólététét, értelmi vagy erkölcsi fejlődését) súlyosan sérti, vagy veszélyezteti; vagy
- ha a gyermeket más személynél helyezték el, vagy nevelésbe vették és az a szülő, akinek szülői felügyeleti joga szünetel, a gyermek elhelyezésére vagy a nevelésbe vételre okot adó magatartásán, életvitelén, körülményein, önhibájából nem változtat. ha a szülő valamelyik gyermeke ellen szándékos bűncselekményt követett el és ezért szabadságvesztésre ítélték. A felügyeleti jog hatályát a szülő valamennyi gyermeke tekintetében is megszüntetheti és rendelkezhet úgy is, hogy a később született gyermekekre is kihathat.

A jogerős, szülői felügyeletet megszüntető határozatnak további jogkövetkezménye az, hogy a szülő nem fogadhat örökbe, nem viselhet gyámságot, nem helyezhető el nála gyermek és nincs joga arra, hogy gyermekével kapcsolatot tartson fenn. Azonban a bíróság vagy a gyámhatóság a gyermek érdekében, kivételesen indokolt esetben az ilyen szülőt is feljogosíthatja a kapcsolattartásra.

## A szülői felügyeleti jog megszüntetésével kapcsolatos eljárás
A szülői felügyeleti jog megszüntetése kérdésében a bíróság jogosult dönteni, kérelemre induló eljárásban. Pert indíthat a másik szülő, a gyermek, a gyámhivatal és az ügyész.